# ISI Web of Knowledge
ISI Web of Knowledge (talora accorciato in ISI web) è un portale web attraverso il quale è possibile accedere ai database dell'Institute for Scientific Information (ISI), che raccolgono ed elaborano metadati dalle pubblicazioni scientifiche in tutti i campi della ricerca scientifica.

## Web of Science
La base di dati Web of Science fa parte dell'ISI Web of Knowledge. Include i seguenti tre indici utilizzati per il fattore d'impatto:
- Science Citation Index[1][2]
- Social Sciences Citation Index[3][4]
- Arts and Humanities Citation Index[5]
- Emerging Sources Citation Index[6]

I fattori d'impatto sono pubblicati nel Journal Citation Reports (JCR).

## Caratteristiche
Il Web of Knowledge raccoglie i dati provenienti da circa 23.000 riviste scientifiche, più da altre sorgenti di informazioni quali brevetti, atti di convegni e rapporti tecnici
Dal portale web è possibile effettuare ricerche semplici o complesse riguardo agli autori, agli argomenti, e ai riferimenti bibliografici sui dati disponibili nei database dell'ISI.

## Storia
Ideato negli anni cinquanta da Eugene Garfield, è online dal 2002. Precedentemente di proprietà della Thomson Reuters, è stato venduto nel giugno 2016 ai fondi di investimento Onex (Toronto) e Baring Asia (Hong Kong) per oltre 3 miliardi e mezzo di dollari, insieme a tutto il settore aziendale "Intellectual Property & Science Business".